# Granada de mano

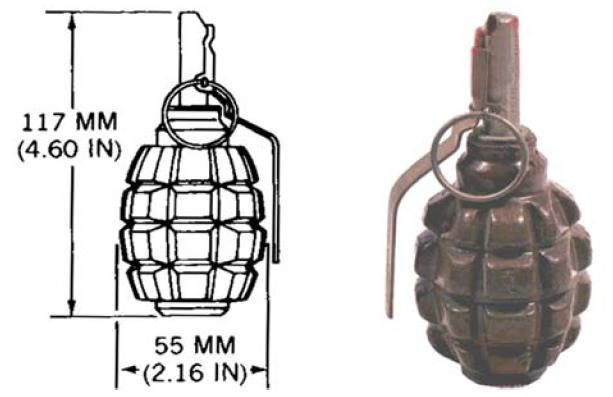
Granada F-1.

La granada de mano es un proyectil explosivo que se lanza con la mano o con un arma específica (lanzagranadas).

## Etimología
La palabra «granada» viene del latín granātum. Pasó al español para dar nombre al fruto (Punica granatum) lleno de granos y con una disposición esférica fácil de tomar. En francés se le llama pommegranate. Debido a la forma y el tamaño de este proyectil, los ejércitos europeos lo llamaron «granada de mano» en español, grenade à main en francés y hand grenade en inglés.
En 1734 figura la siguiente acepción de «granada» por la Real Academia Española:

Granada. Se llama también un globo de cartón, vidrio o bronce y las más veces de hierro, del tamaño de una granada, la cual por un agujero pequeño que tiene se llena de pólvora de munición, y en él pone después una pipa o espoleta de madera bien apretada, la qual se llena de un mixto compuesto de pólvora, alquitrán, azufre, pez, resina, carbón, &c. graduado à un número de instantes, que llaman tiempos: cuya machina llevan los granaderos en unas bolas de cuero, para arrojarlas encendidas entre los enemigos, con grande estrago. Lat. granatum igniarum, bolis igniaria miſsilis. CASAN. Fortif. Lib. 4 cap. 10. Las granadas son unas bombas pequeñas que se tiran con la mano, y se llaman granadas por la semejanza que tienen a esta fruta.

## Primeras granadas

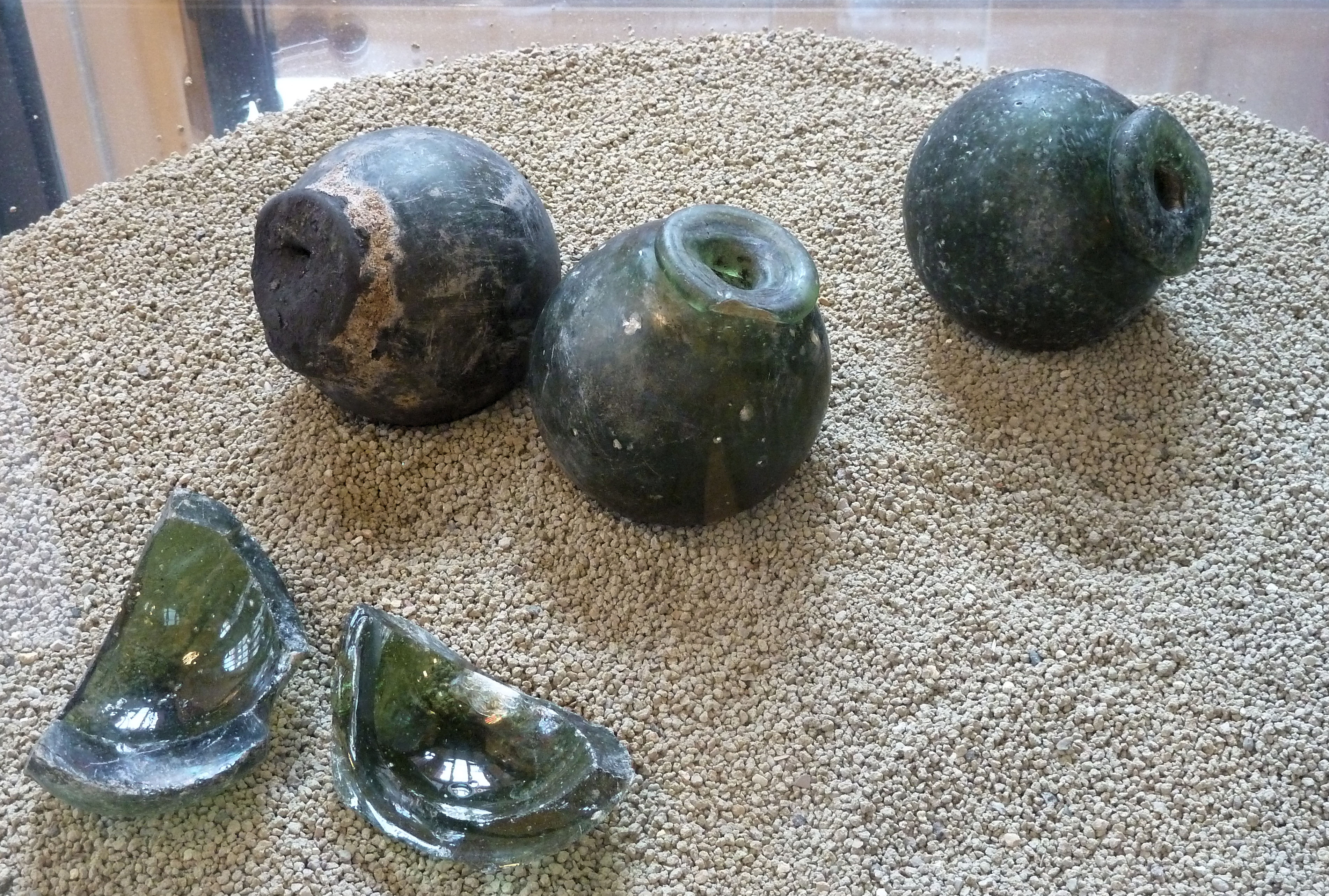
Granadas de mano francesas hechas de vidrio, de 1740.

Desde la Antigüedad se habían usado artefactos incendiarios. En el Imperio romano de oriente se emplearon artefactos incendiarios de mano poco después del reinado de León III (717-741). Los soldados bizantinos se dieron cuenta de que el fuego griego, una invención bizantina del siglo anterior, no solamente podía usarse con un lanzallamas, sino también en jarras de piedra y cerámica. Posteriormente, se emplearon recipientes de cristal. El uso del fuego griego se difundió entre los ejércitos musulmanes en Oriente Medio, desde donde llegó a China en torno al siglo X.
En China, durante la dinastía Song (960-1279), las armas conocidas como zhen tian lei (‘trueno que sacude el cielo’) se crearon cuando los soldados chinos empacaron pólvora en recipientes de cerámica o metal. En 1044, el libro militar Wujing zongyao (Compilación de clásicos militares) describió varias recetas de pólvora en las que se puede encontrar, de acuerdo con Joseph Needham, el prototipo de la granada de mano moderna. Los chinos también descubrieron el potencial explosivo del embalaje de proyectiles de bala de cañón con pólvora. El libro de mediados del siglo XIV Huolongjing (Manual del dragón de fuego), escrito por Jiao Yu, registró un cañón de hierro de la dinastía Song conocido como el «cañón de nubes voladoras tronantes» (feiyun pili pao). El manuscrito decía:

Los proyectiles [pào] están hechos de hierro fundido, tan grandes como un cuenco y con forma de bola. En su interior contienen media libra de "fuego divino" [shén huǒ, pólvora]. Son enviados volando hacia el campamento enemigo desde un eruptor [mu pào], y cuando llegan se escucha un sonido como un trueno, y aparecen destellos de luz. Si diez de estos proyectiles son disparados con éxito al campamento enemigo, todo el lugar será incendiado [...]

La pólvora empezó a utilizarse en Europa en la Baja Edad Media. Las primeras bombas de hierro fundido y granadas no aparecieron en Europa hasta 1467.
El Museo del Ejército de Toledo conserva granadas de hacia 1580. Durante una construcción frente a un bastión de la ciudad bávara de Ingolstadt, en Alemania, se descubrieron varios centenares de granadas de cerámica del siglo XVII. Muchas de estas granadas aún contenían pólvora y conservaban sus mechas. Probablemente, estas granadas fueron situadas en este lugar antes de 1723.
En los siglos XIV, XV y XVI, en Francia, se llamaba «niños perdidos» (enfants perdus) a los que comúnmente se colocaba en los puestos avanzados de la infantería. Eran escogidos los mejores de cada «banda» (compañía). Se les armó con granadas de mano a partir de 1537. En 1667, se denominaron granaderos y destinaron cuatro a cada compañía de infantería. Los primeros granaderos llevaban un hacha, un sable y un saco con diez o doce granadas (la granadera). Cuando, en 1671, el fusil de avancarga reemplazó al mosquete, se dieron fusiles a la mayor parte de granaderos. A finales del reinado de Luis XIV, todos los granaderos llevaban fusil. Prusia fue el siguiente país que creó un cuerpo de granaderos. A este le siguieron los países del norte de Europa y, posteriormente, lo hicieron el resto de naciones. El cuerpo de granaderos francés fue suprimido en 1789.
El primer cuerpo de granaderos británico fue el Regimiento de Lord Wentworth, creado en Flandes en 1656.
 Tomó el nombre de Guardias Granaderos (Grenadier Guards) en 1815. En España las compañías de granaderos fueron creadas en 1685.
Las granadas fueron empleadas tanto en combates terrestres como marítimos. Algunas incorporaron metralla para aumentar su capacidad. Los granaderos eran entrenados para su manejo y para alcanzar con ella la mayor distancia posible.
El capitán pirata Thompson usó un gran número de granadas rudimentarias para defenderse de dos cazarrecompensas enviados por el gobernador de Jamaica en 1721.
Tras las guerras napoleónicas su uso disminuyó. Con la invención del fusil de repetición a mediados del siglo XIX, estas se emplearon menos.
No obstante, en las guerras de trincheras volvieron a emplearse por la utilidad de arrojar bombas a corta distancia. En una carta a su hermana, el coronel Hugh Robert Hibbert describió una granada improvisada que fue empleada por las tropas británicas durante la Guerra de Crimea (1854-1856):

Tenemos un nuevo invento para fastidiar a nuestros amigos en sus boquetes. Consiste en llenar botellas vacías de soda por completo de pólvora, viejos clavos retorcidos y cualquier otra cosa puntiaguda o afilada que podamos encontrar en ese momento, introduciendo un poco de estopa como mecha, luego encendiéndolo y arrojándolo rápidamente al hoyo de nuestros vecinos, donde estalla, para su gran fastidio. Puede imaginarse su furia al ver una botella de soda caer en un agujero lleno de hombres con una pequeña mecha ardiendo tan orgullosa como un verdadero proyectil explotando y enterrándose en partes blandas de la carne

En la guerra de Secesión (1861-1865) los dos bandos usaron granadas de mano equipadas con un émbolo que detonaba el dispositivo al impactar. La Unión utilizó una granada experimental, la granada Ketchum, que tenía una aleta en la parte trasera para asegurar que el impacto de la parte delantera produjera la detonación. La Confederación usó granadas de mano redondas parecidas a la Ketchum. Los rusos usaron granadas improvisadas en la guerra ruso-japonesa (1904-1905) para defender Port Arthur.

## Desarrollo de las granadas modernas

Esquema de la espoleta de una granada Borstein M1935.

La ausencia de una granada de mano eficaz, unida a la percepción de ser un objeto peligroso y a la pérdida de utilidad de estas hicieron que se considerasen una pieza obsoleta del equipamiento militar. En 1902, la Oficina de Guerra británica anunció que las granadas de mano estaban obsoletas y que no tenían lugar en la guerra moderna. Dos años después, con el uso de granadas improvisadas en las trincheras de la guerra ruso-japonesa y con los informes del general sir Aylmer Haldane, un observador británico del conflicto, este asunto se reconsideró y la Junta de Artillería recibió instrucciones para desarrollar una granada de mano práctica. Esta fue la granada n.º 1. Se hicieron varios modelos con una espoleta de impacto, pero aquel tipo de espoleta tuvo varios problemas prácticos y no se produjeron grandes cantidades.
Martin Hale, conocido por patentar la granada de fusil Hales, desarrolló una moderna granada de mano en 1906, pero no pudo convencer al Ejército Británico para adoptarla hasta 1913. El principal competidor de Hale fue Nils Waltersen Aasen, que realizó un diseño en 1906 en Noruega y lo patentó en el Reino Unido. Empezó sus experimentos desarrollando una granada mientras era sargento en la fortaleza de Oscarsborg. Aasen creó la Compañía de Granadas Aassen (Aasenske Granatkompani) en Dinamarca, donde antes de la Primera Guerra Mundial (1914-1918) produjo y exportó granadas de mano por toda Europa. Tuvo éxito vendiendo esta arma a Francia y fue nombrado caballero de la Legión Francesa en 1916 por su invento.
En la Primera Guerra Mundial se dispusieron una gran cantidad de trincheras. Por ello, volvieron a emplearse las granadas. A comienzos de la Primera Guerra Mundial, las naciones combatientes solo tenían granadas pequeñas, similares a las diseñadas por Hales y Aasen. La granada italiana Besozzi tenía una mecha de cinco segundos con una punta de fósforo, que se encendía al ser frotada con un anillo que el soldado llevaba en su dedo. Provisionalmente, las tropas solían improvisar sus propias granadas, como la granada jam tin y la pétard raquette.
William Mills, un diseñador de granadas de Sunderland, patentó, desarrolló y fabricó la granada Mills en la fábrica de municiones de Mills de Birmingham, Inglaterra, en 1915, denominada N.º 5. Fue descrita como la primera «granada segura». Era un recipiente de acero lleno de explosivos con un gatillo y una característica superficie con hendiduras profundas. Esta segmentación se diseñó para ayudar a la fragmentación y para incrementar su mortalidad, pero investigaciones posteriores demostraron que no aumentaba su fragmentación. Posteriormente se hicieron diseños de fragmentación mejorados con las hendiduras por dentro, pero en aquel entonces eran muy caras de producir. Se mantuvo la segmentación externa de la granada Mills, ya que le daba una superficie que se agarraba mejor. Este diseño básico se ha mantenido en algunas granadas modernas.
Las granadas adaptadas para lanzarse con fusiles, las granadas de fusil, empezaron a usarse la guerra ruso-japonesa en 1904, durante la defensa de Port Arthur. Posteriormente, esto fue realizado también por el Ejército Español. Los primeros que hicieron esto a gran escala fueron los franceses en la Primera Guerra Mundial. Las granadas de fusil fueron ampliamente reemplazadas en los ejércitos por lanzagranadas y lanzamisiles (como las bazucas).

## Tipos de granadas de mano

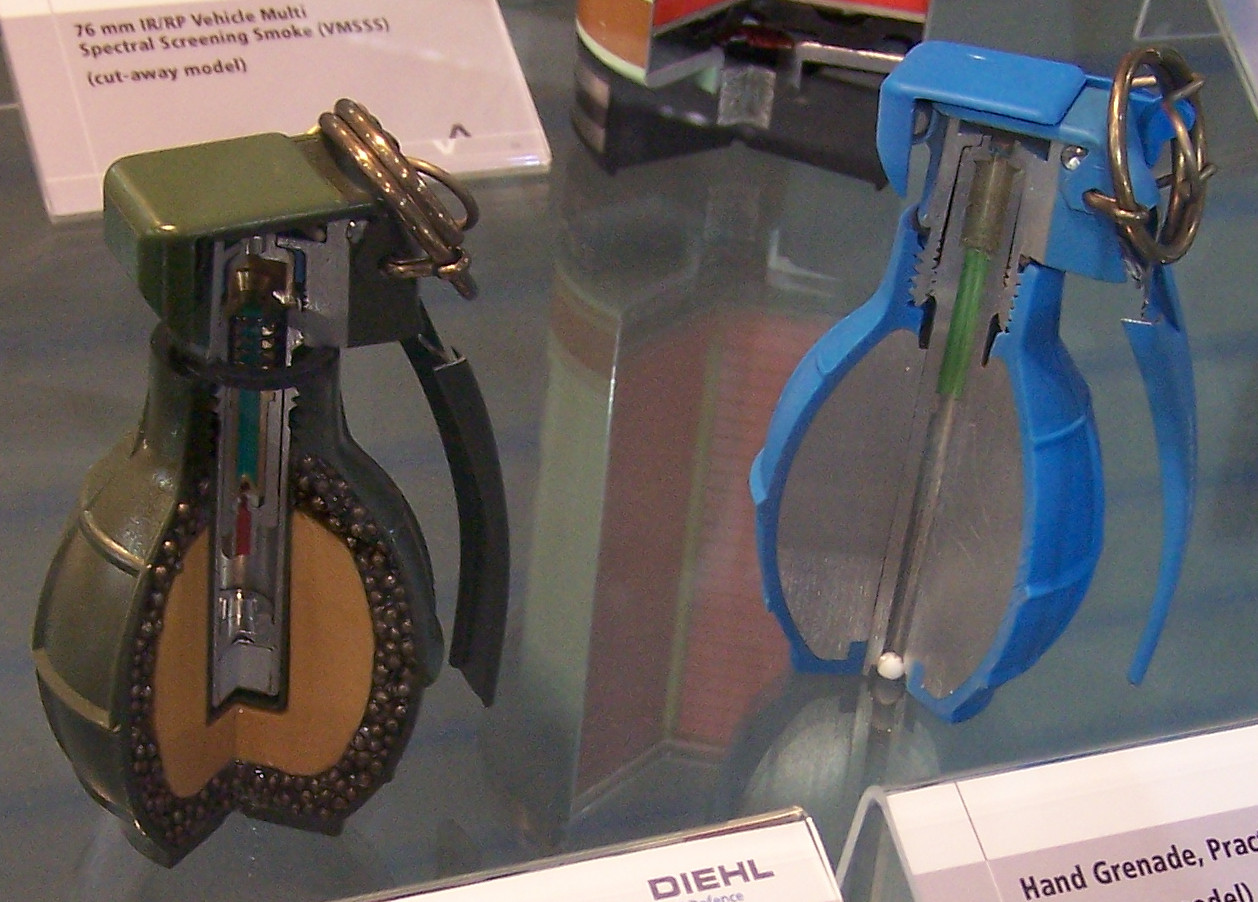
Dos granadas modernas seccionadas. A la izquierda: granada de fragmentación DM61A1; a la derecha: granada para entrenamiento DM78A1.

### Granada de fragmentación
Las granadas de fragmentación son comunes en los ejércitos. Son armas diseñadas para dispersar fragmentos letales en la detonación. Suele estar hecha de un material sintético duro o acero, lo que proporcionará cierta fragmentación como fragmentos y astillas. En las granadas modernas están diseñadas con una fragmentación preformada. La fragmentación preformada puede tener forma esférica, cuboide, de alambrada o de alambrada con muescas. La mayoría están diseñadas para lanzarse y detonarse después de un periodo de tiempo o en caso de impacto.
Las granadas de fragmentación modernas, como la granada M67 de los Estados Unidos, tienen un radio de acción de 15 m, y los fragmentos pueden recorrer unos 200 m.

### Granada ofensiva o de contusión
Se trata de una granada diseñada para dañar el objetivo solamente con la explosión. Estas granadas se suelen clasificar como armas ofensivas porque el radio de víctimas es mucho menor que la distancia a la que puede ser arrojada. En el caso de la granada Mk3A2 estadounidense, el radio de víctimas es de 2 m en áreas abiertas, pero los trozos de la granada pueden llegar a unos 200 m.
También se ha usado como carga de profundidad alrededor de embarcaciones. Algunas, como la granada estadounidense Mk40, están diseñadas específicamente para ser utilizadas contra buzos y hombres rana enemigos. Las explosiones submarinas matan o incapacitan al objetivo, creando una onda de choque letal bajo el agua.
El Centro de Investigación, Desarrollo e Ingeniería del Armamento del Ejército de Estados Unidos (ARDEC, por sus siglas en inglés) anunció en 2016 que estaban desarrollando una granada en la que se podría seleccionar en el momento de su uso el modo de operar, si en modo de fragmentación o de conmoción, la granada táctica multipropósito mejorada con espoleta electrónica (ET-MP, por sus siglas en inglés).

### Granada antitanque
Se ha diseñado una gama de granadas de mano para su uso contra vehículos blindados. Un ejemplo bastante débil es la «bomba pegajosa» británica de 1940. Diseños como la Panzerwurfmine (L) alemana y las RPG-43, RPG-40, RPG-6 y RKG-3 soviéticas tenían una ojiva HEAT en un extremo y un elemento para estabilizar su vuelo y que impactara con los 90 grados necesarios para que la carga hueca fuese efectiva.
Durante la Segunda Guerra Mundial, el Reino Unido usó granadas incendiarias basadas en el fósforo blanco. La granada incendiaria especial n.º 76 fue usada por la Home Guard británica como arma antitanque. Fue producida en grandes cantidades. En agosto de 1941 se habían fabricado 6.000.000.
Debido a las mejoras en el blindaje de los tanques, las granadas de mano antitanque generalmente están consideradas obsoletas. No obstante, han sido usadas con cierto éxito contra vehículos menos blindados, los resistentes a minas y protegidos de emboscadas (MRAP, por sus siglas en inglés), diseñados para protegerse contra artefactos explosivos improvisados de la insurgencia iraquí de comienzos del siglo XXI.

### Granada aturdidora
Una granada aturdidora es un artefacto explosivo no letal usado para desorientar temporalmente los sentidos de un enemigo. Está diseñada para producir un destello de luz cegador y un fuerte ruido de detonación de más de 170 dB. Fue usada por primera vez por el Servicio Aéreo Especial del Ejército Británico a finales de la década de 1970.

#### Granada sting
Las granadas sting son granadas aturdidoras con un diseño basado en el de las granadas de fragmentación. En lugar de usar una carcasa de metal para producir metralla, están hechas de goma dura y rellenas de unas cien esferas de goma. Al detonar, las esferas de goma y los fragmentos de la carcasa de goma de la granada se esparcen generando un efecto no letal. Estos proyectiles pueden rebotar. Algunas tienen además una carga de gas CS.
Las granadas sting no incapacitan a la persona, de modo que puede ser peligroso su uso contra sujetos armados.
Pueden causar graves daños físicos, sobre todo los fragmentos de goma de la carcasa.

### Otros tipos

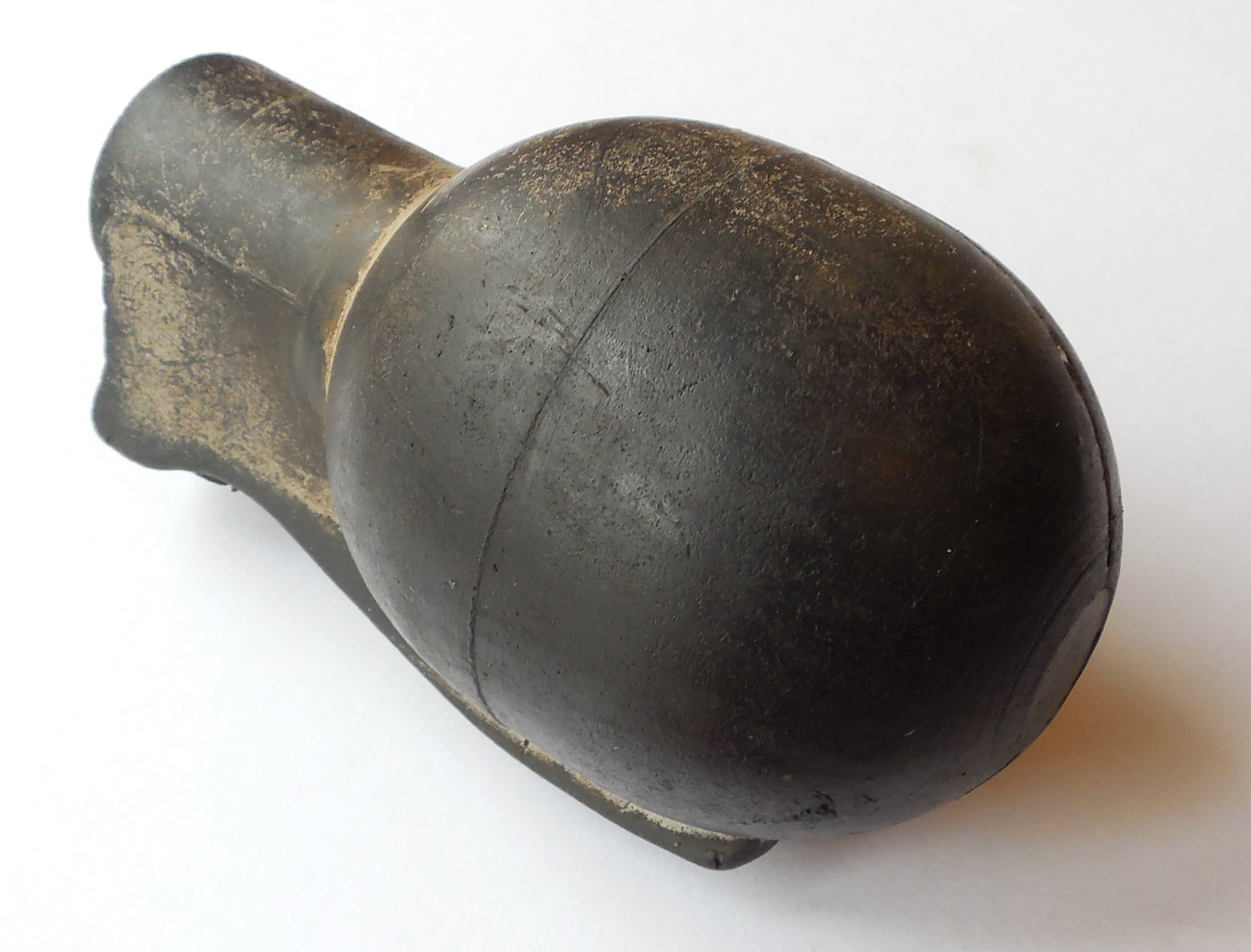
Granada inerte de entrenamiento, hecha de caucho duro.

Las granadas químicas y de gas arden o expulsan un gas, pero no explotan. Entre estas se encuentran las granadas de humo y las granadas incendiarias.
El cóctel molotov es un artefacto improvisado similar a la granada. Fue usado por primera vez en la Guerra Civil por la Legión Española en otoño de 1936 contra tanques soviéticos a las afueras de Madrid. El nombre, del ministro de Exterior de Stalin, se le puso cuando se empleó en Finlandia en 1940.
Las granadas de práctica son similares en manipulación y uso a las otras granadas de mano, excepto que solamente producen un fuerte sonido y una nube de humo al detonar. Su carcasa es reutilizable. Otro tipo es la granada de práctica de lanzamiento, que es totalmente inerte y frecuentemente vaciada en una sola pieza. Es empleada para que los soldados se acostumbren al peso y la forma de una granada verdadera, así como para practicar lanzamientos de precisión. Un ejemplo de este tipo de granada es la Granada de Mano de Práctica Biodegradable K417 surcoreana.

## Fabricantes
Entre los fabricantes están:
- Stabilimento Militare Munizionamento Terrestre Baiano di Spoleto[41] (Italia)
- Diehl[42] (Alemania)
- Mecar[43] (Bélgica)
- Rheinmetall[44] (Alemania)
- Ruag[45] (Suiza)
- Nammo[46] (Noruega)
- Instalaza[47] (España)

## Utilización
Cuando se usa una granada antipersona, lo que se persigue es que explote cuando el objetivo está dentro de su radio efectivo. La granada de fragmentación M67 tiene un área letal efectiva de cinco metros de radio, mientras que el radio inductor de bajas es de aproximadamente quince metros.
Una técnica alternativa es quitar el pasador antes de lanzar la granada, lo que permite a la mecha quemarse parcialmente y disminuye el tiempo de detonación tras su lanzamiento. Un tiempo más corto es útil para reducir la capacidad del enemigo de cubrirse o de lanzar de vuelta la granada, y también puede hacerse para permitir que la granada estalle en el aire sobre las posiciones defensivas. Esta técnica es inherentemente peligrosa (por haber un tiempo más corto y, por lo tanto, más cercano a la explosión) más complicada (uno debe asegurarse de lanzar la granada después de la espera) y más variable (el tiempo de las mechas varía en cada tipo de granada) por lo que se desaconseja en el Cuerpo de Marines de los Estados Unidos y se prohíbe en el entrenamiento. A pesar de esto, esta técnica aparece frecuentemente en las películas de Hollywood y en los videojuegos.
Las tácticas varían según el tipo de uso. La guerra urbana, sobre todo en el ataque a áreas edificadas, trae consigo un gran uso de granadas de mano: es habitual lanzar una granada o dos antes de pasar a un sitio (como al entrar en una habitación o al franquear una escalera). Un batallón que luchase en una ciudad durante la Segunda Guerra Mundial usaba unas 500 granadas al día.
Un asunto clave es que la granada no sea agarrada y lanzada de vuelta. La técnica preferida de los Marines estadounidenses para prevenir esto es lanzar la granada con suficiente fuerza como para que rebote y que sea difícil de agarrar para ser lanzada de vuelta. Esto es aplicable cuando se quiere despejar una habitación, por ejemplo. Para otros usos, como alcanzar las partes altas de un edificio, puede lanzarse una granada.
Lanzar una granada a un piso superior es peligroso debido al riesgo que no lo alcance y caiga de vuelta. Es mucho más seguro lanzar una granada a pisos inferiores, por lo que lo más seguro es tomar un edificio desde arriba en lugar de desde la base. Las granadas que explotan en el suelo generalmente causan desprendimientos a pisos inferiores.
La técnica preferida en las fuerzas estadounidenses cuando se va a atacar con granadas es mostrarlas a las fuerzas aliadas, dándoles un conocimiento visual de esta para evitar alertar al enemigo de su uso. Como alternativa, se da una voz de alerta inmediatamente después de lanzar la granada, gritando frag out.
Algunas granadas están diseñadas para ser lanzadas a largas distancias. La granada modelo 24 alemana tenía un largo mango de madera que permitía aumentar la distancia a la que era lanzada en un 50 %.
Las granadas de conmoción también pueden ser usadas como explosivos comunes, por ejemplo para demolición.